# Shenzhou (Hengshui)
Die Stadt Shenzhou (深州市,  Shēnzhōu Shì) ist eine kreisfreie Stadt der bezirksfreien Stadt Hengshui in der chinesischen Provinz Hebei. Sie hat eine Fläche von 1.249 km². Am 1. November 2020 lebten in Shenzhou 482.289 Menschen. 197.414 bzw. 40,93 % lebten in den Großgemeinden, 284.875 bzw. 59,07 % in den ländlichen Gemeinden. 440.781 Personen waren registrierte Einwohner, der Rest Wanderarbeiter, Strafgefangene etc.

## Geschichte

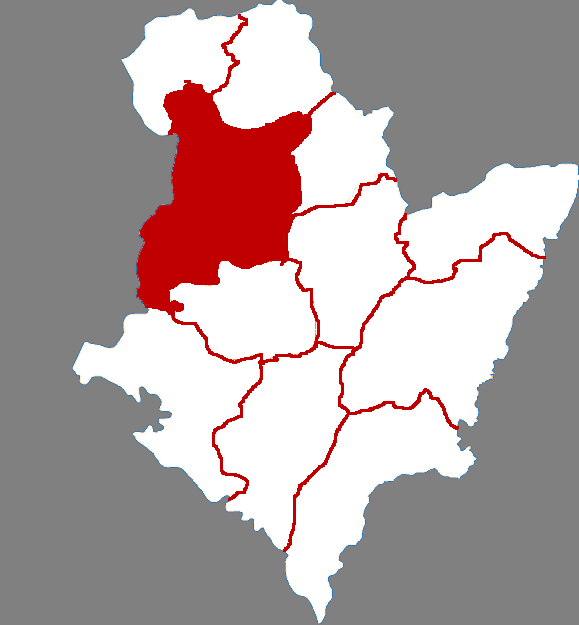
Lage von Shenzhou in Hengshui

Während der Zeit der Frühlings- und Herbstannalen (770–476 v. Chr.) lebten im späteren Kreisgebiet die Xianyu (鲜虞), ein zum Zweig der Weißen Di (白狄) gehörender Stamm der sogenannten „Nordbarbaren“ (北狄). Im 7. Jahrhundert v. Chr. wurde das Gebiet vom Staat Jin annektiert. Als Jin 403 v. Chr., zu Beginn der Zeit der Streitenden Reiche, in die drei Staaten Han, Wei und Zhao zerfiel, gehörte das Gebiet zunächst zu Wei, wurde dann aber von Zhao erobert. Nach der Reichseinigung durch König Ying Zheng von Qin im Jahr 221 v. Chr. wurde das Gebiet der Kommandantur Julu (钜鹿郡) zugeteilt. 206 v. Chr., zu Beginn der Westlichen Han-Dynastie, wurde der Kreis Bo (博县) gegründet, der Amtssitz des Landrats befand sich im heutigen Stadtbezirk Taishan von Tai’an, Provinz Shandong. 195 v. Chr. wurde zusätzlich der Kreis Tao (桃县) mit Regierungssitz in der heutigen Großgemeinde Qianmotou gegründet. Letzterer wurde im 1. Jahrhundert n. Chr. während der Östlichen Han-Dynastie wieder aufgelöst.
Der Name „Shenzhou“ taucht erstmals im Jahr 596 der Sui-Dynastie auf, als eine Präfektur dieses Namens mit Regierungssitz in Raoyang gegründet wurde. Die Bezeichnung („Präfektur Tief“) spielt darauf an, dass sich im Westen des heutigen Kreisgebiets einst ein tiefer See befand. Im Laufe der folgenden Jahrhunderte gab es zahlreiche Verwaltungsreformen. Während der Ming-Dynastie erstreckte sich das Gebiet der Präfektur bis hinunter nach Shandong, im Jahr 1412 wurde der Regierungssitz wieder nach Taishan verlegt.
1913 wurde die 1724 wieder geteilte Präfektur zum Kreis Shen (深县) herabgestuft. Nach der Eroberung durch die Rote Armee im August 1949 gehörte der Kreis Shen zunächst zum Sondergebiet Hengshui (衡水专区), wurde dann aber im November 1952 dem Sondergebiet Shijiazhuang zugeteilt. Im Juli 1962 kam der Kreis wieder zum Gebiet Hengshui (衡水地区). Am 4. Juli 1994 wurde der Kreis Shen zur kreisfreien Stadt Shenzhou hochgestuft, blieb aber weiter dem Gebiet Hengshui unterstellt, auch als dieses am 10. Juli 1996 zur bezirksfreien Stadt Hengshui hochgestuft wurde.

## Administrative Gliederung
Auf Gemeindeebene setzt sich die kreisfreie Stadt aus dreizehn Großgemeinden und vier Gemeinden zusammen. Diese sind:
- Großgemeinde Beixicun (北溪村镇)
- Großgemeinde Chenshi (辰时镇)
- Großgemeinde Dadi (大堤镇)
- Großgemeinde Dafengying (大冯营镇)
- Großgemeinde Datun (大屯镇)
- Großgemeinde Gaoguzhuang (高古庄镇)
- Großgemeinde Hujiachi (护驾迟镇)
- Großgemeinde Qianmotou (前磨头镇)
- Großgemeinde Shenzhou (深州镇)

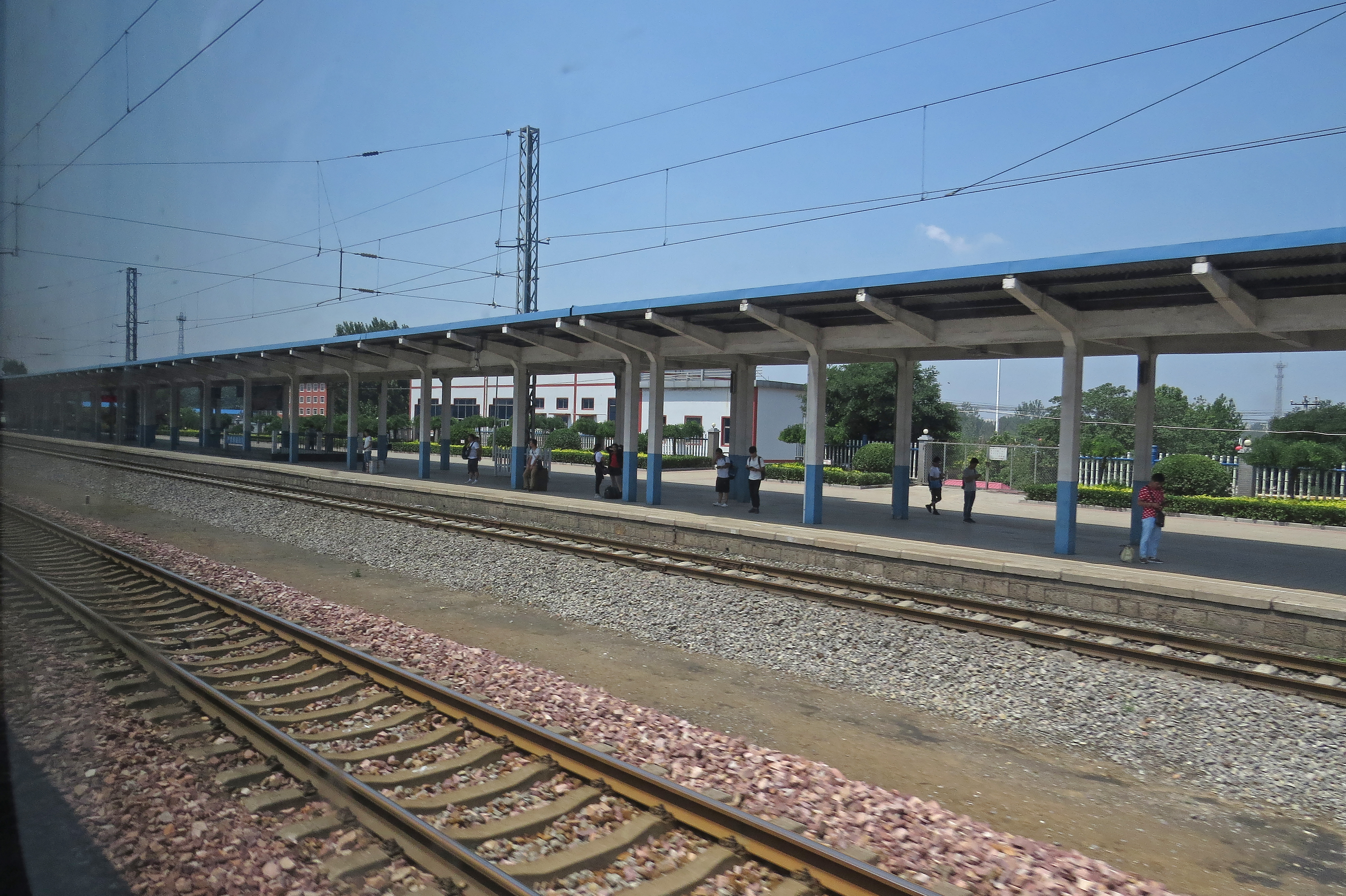
Bahnhof Shenzhou

- Großgemeinde Tangfeng (唐奉镇), Sitz der Stadtregierung
- Großgemeinde Wangjiajing (王家井镇)
- Großgemeinde Weijiaqiao (魏家桥镇)
- Großgemeinde Yuke (榆科镇)
- Gemeinde Bingcao (兵曹乡)
- Gemeinde Dong’anzhuang (东安庄乡)
- Gemeinde Mucun (穆村乡)
- Gemeinde Qiaotun (乔屯乡)

In der Großgemeinde Gaoguzhuang befindet sich das 1970 ursprünglich in Vorbereitung auf einen Krieg mit der Sowjetunion erbaute Gefängnis Shenzhou der Provinz Hebei (河北省深州监狱), das eine direkt der Provinz Hebei unterstehende sogenannte „fiktive Einwohnergemeinschaft“ (虚拟社区) bildet.
Das Gefängnis dient primär der Inhaftierung und Umerziehung von Schwerverbrechern.